# Fiorenzo Marini
Fiorenzo Marini   (Viena, 14 de març de 1914 - Chieri, 25 de gener de 1991) fou un tirador d'esgrima italià, especialista en espasa, que va competir durant les dècades de 1940 i 1950.
El 1948 va prendre part en els Jocs Olímpics d'Estiu de Londres, on va guanyar la medalla de plata en la prova d'espasa per equips del programa d'esgrima. No va ser fins al 1960 quan va disputar els segons Jocs, a Roma. En aquesta ocasió guanyà la medalla d'or en la prova d'espasa per equips. En el seu palmarès també destaquen tres medalles al Campionat del món d'esgrima, d'or el 1950, de plata el 1951 i de bronze el 1953.